# Cristolţ
Cristolţ es una comuna ubicada en el distrito de Sălaj, Rumania.

## Superficie
Posee una superficie de 44,66 kilómetros cuadrados.

## Demografía
Hasta 2021 la población era de 1056 habitantes, con una densidad de población de 23,65 habitantes por kilómetro cuadrado.